# Милан Алвировић
Милан Ј. Алвировић (Добро Село код Петровца, 15. октобар 1890 — Београд, 1980) био је учесник Првог свјетског рата, учесник Другог свјетског рата и пуковник ЈНА. Носилац је Златног ордена Карађорђеве звезде са мачевима, Ордена Легије части и Ордена заслуга за народ са сребрном звијездом.

## Биографија
Милан Алвировић је рођен 15. октобра 1890. године у Добром Селу (тадашњем Тук Џевару) код Петровца (данас градско насеље у Петровцу). Потиче из сељачке породице.

### Ратно искуство у Првом свјетском рату
Током Првог свјетског рата регрутован је у аустроугарску војску и послат је на руски фронт. На фронту је пребјегао у Русију и као добровољац се пријавио у Прву српску добровољачку дивизију. У њеном саставу је прошао многе битке и учествовао је у пробоју Солунског фронта. У септембру 1916. године  истакао се у борбама против Бугара на Кокарџи, у Добруџи. Том приликом је одликован Златним орденом Карађорђеве звезде са мачевима. Носилац је и других високих одликовања српске војске и савезниких војски (руске, енглеске, француске и румунске). Нарочито је значајан Орден Легије части, који му је додијелила савезничка Француска.

### Ратно искуство у Другом свјетском рату
Други свјетски рат провео је у њемачком заробљеништву у логорима Нирнберг и Баркенбриге у Померанији (данашња Пољска). По убјеђењу је био антифашиста, па је и у заробљеништву показао свој патриотизам, опредијеливши се одмах за идеје НОБ-а, такође јасно изражавајући своје политичко и национално убјеђење. Након повратка из њемачког заробљеништва у априлу 1945. године, као активни капетан прве класе, одмах се прикључио јединицама НОВЈ.

### Живот у СФРЈ
Након Другог свјетског рата активно је радио у борачким организацијама, а посебно у Удружењу ратних војних инвалида. Био је један од оснивача Удружења добровољаца од 1914. до 1918. године. Дана 25. септембра 1948. године, као активни мајор ЈНА, одликован је Орденом заслуга за народ трећег реда. Пензионисан је у чину пуковника.
Милан Алвировић је преминуо 13. јануара 1980. године у Београду. У Београду је и сахрањен.
Од ове петровачке породице Алвировића је и познати новинар Мирко Алвировић.